# Sindo
.

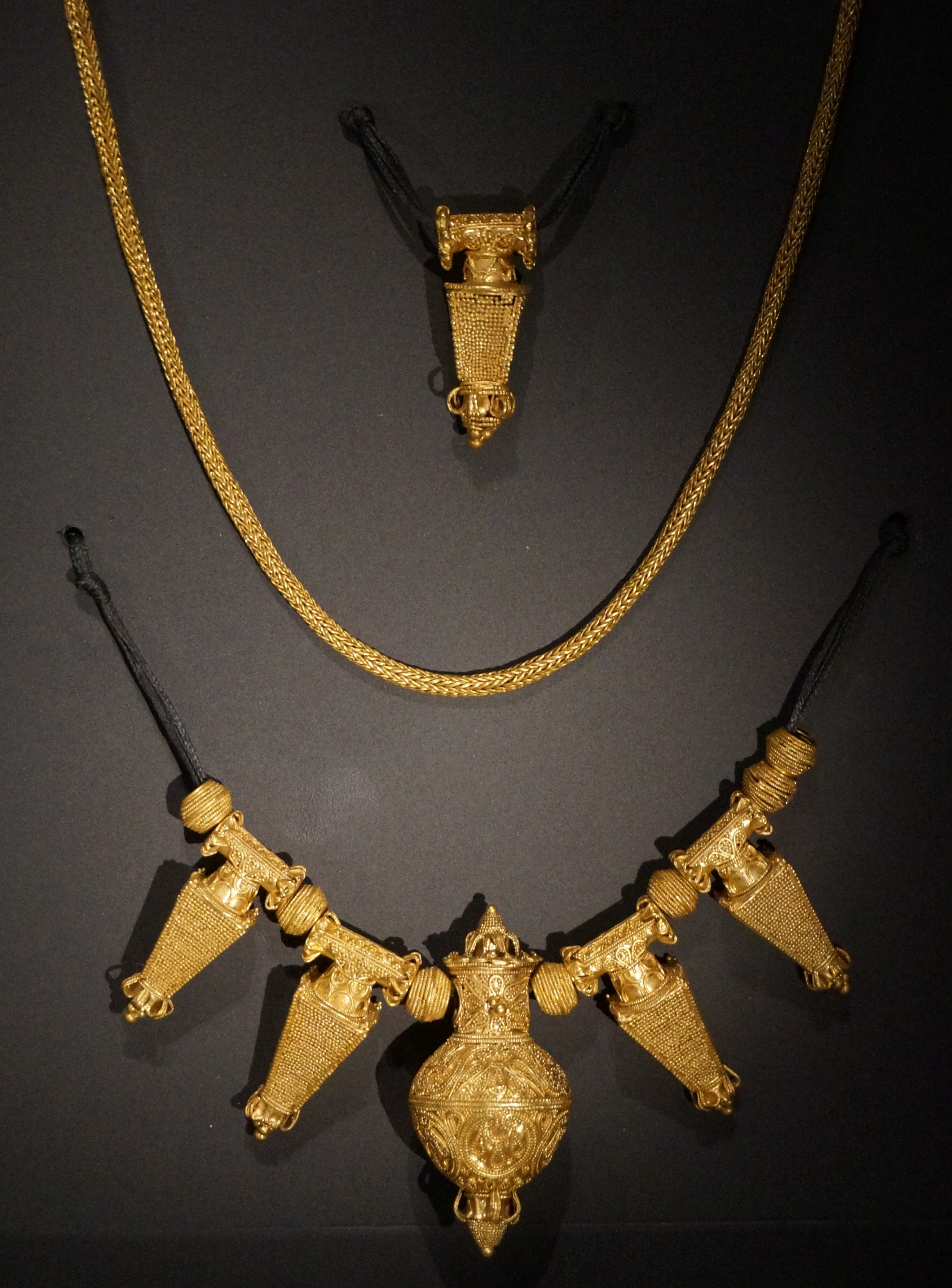
Algunas de las joyas halladas en la necrópolis de época arcaica de Sindo

Sindo (griego Σίνδος, latín Sindus, eslavo meridional Текелиево/Tekelievo) es un suburbio de Salónica, Grecia. Está junto a la desembocadura del río Galikós (antiguo Equidoro), a unos 10 km al oeste de Terma. Allí se encuentra el Instituto de Educación Tecnológica Alexandrio de Salónica y la zona industrial de la ciudad. Forma parte del municipio de Delta.
En la Antigüedad, Sindo es mencionada por Heródoto y Esteban de Bizancio, como una ciudad marítima de Migdonia en Macedonia, entre Terma y Calestra.

## Arqueología
En este lugar hay un yacimiento arqueológico donde se han excavado un total de 121 tumbas cuyos restos ajuares funerarios —vasijas de cerámica y metal, cascos, armas en los enterramientos masculinos, joyas en los enterramientos femeninos, tres máscaras funerarias de oro  y una de plata, entre otros objetos— indican que el asentamiento floreció a finales del siglo VI a. C., en la época arcaica, mientras los restos pertenecientes a la época clásica son de menor importancia. Se ha relacionado con estos hallazgos a otra tumba hallada en Anjíalos, donde se ha sugerido que podría haber estado la antigua ciudad. de Calestra.